# Go Min-si
Ko Min-si (en hangul: 고민시; nacida el 15 de febrero de 1995 en Daejeon, Corea del Sur) es una actriz y directora surcoreana.

## Carrera
Es miembro de la agencia Mystic Story.
El 3 de mayo de 2021 se unió al elenco principal de la serie Youth of May donde interpretó a Kim Myung-hee, una joven trabajadora pero fría enfermera que aunque no es lo suficientemente amable para consolar a los pacientes que lloran, es lo suficientemente inteligente y hábil para hacer su trabajo, hasta el final de la serie el 8 de junio del mismo año.

## Filmografía

### Películas
| Año  | Título                            | Papel        | Notas                                     | Ref.          |
| ---- | --------------------------------- | ------------ | ----------------------------------------- | ------------- |
| 2016 | Parallel Novel                    | Mujer        | Cortometraje del que es también directora | [ 5 ]         |
| 2018 | Cheese in the Trap                |              |                                           | [ 6 ]         |
| 2018 | The Witch: Part 1. The Subversion | Do Myung-hee |                                           | [ 7 ]         |
| 2019 | The Battle: Roar to Victory       | Hwa-ja       |                                           | [ 8 ]         |
| 2020 | Set Play                          | Yoo-sun      |                                           | [ 9 ]         |
| 2022 | Decision to Leave                 | Shaman       | Cameo                                     | [ 10 ]        |
| 2023 | Smugglers                         | Go Ok-bun    |                                           | [ 11 ] [ 12 ] |

### Series de televisión
| Año  | Título                       | Papel         | Canal | Notas                             | Ref.                 |
| ---- | ---------------------------- | ------------- | ----- | --------------------------------- | -------------------- |
| 2017 | Mi chica descarada           | Seon-kyeong   | SBS   |                                   | [ 13 ] [ 14 ]        |
| 2017 | Age of Youth 2               | Oh Ha-na      | JTBC  |                                   | [ 14 ]               |
| 2017 | Meloholic                    | Joo Yeo-jin   | OCN   |                                   | [ 15 ]               |
| 2018 | Welcome to Waikiki           | Lee Min-ah    | JTBC  | Cameo, ep. 3                      |                      |
| 2018 | Live                         | Oh Song-i     | tvN   |                                   | [ 13 ] [ 16 ]        |
| 2018 | Drama Special                | Choi Ji-yeong | KBS2  | «Forgotten Season»                |                      |
| 2018 | The Smile Has Left Your Eyes | Im Yoo-ri     | tvN   |                                   | [ 17 ]               |
| 2019 | Secret Boutique              | Lee Hyeon-ji  | SBS   |                                   | [ 18 ]               |
| 2020 | Drama Special                | Seo Yoon-chan | KBS2  | «The Reason Why I Can't Tell You» |                      |
| 2021 | Youth of May                 | Kim Myung-hee | KBS2  | Protagonista                      | [ 19 ] [ 20 ]        |
| 2021 | Jirisan                      | Lee Da-won    | tvN   |                                   | [ 21 ]               |
| 2025 | El sabor de lo nuestro       | Mo Yeon-joo   | ENA   |                                   | [ 22 ] [ 23 ] [ 24 ] |

### Series web
| Año     | Título                 | Plataforma    | Papel        | Notas                 | Ref.          |
| ------- | ---------------------- | ------------- | ------------ | --------------------- | ------------- |
| 2016    | 72 Seconds: Season 3   | YouTube       | Remember     | 72 Seconds TV channel |               |
| 2017    | Absolutely Perfect Man | Naver TV Cast | Hannah       |                       |               |
| 2019-21 | Love Alarm             | Netflix       | Park Kool-mi |                       |               |
| 2020    | Sweet Home             | Netflix       | Lee Eun-yoo  |                       | [ 25 ]        |
| 2022    | Reincarnation Romance  | YouTube       | Kim Hwan-ni  | Drama corto           | [ 26 ]        |
| 2024    | Nadie en el bosque     | Netflix       | Yoo Seong-a  |                       | [ 27 ] [ 28 ] |

### Vídeos musicales
| Año  | Título                     | Artista | Ref.   |
| ---- | -------------------------- | ------- | ------ |
| 2016 | "Sign" (feat. Goo Hara)    | Thunder | [ 29 ] |
| 2021 | "Make Love" (Feat. Zion.T) | GRAY    |        |

### Programas de televisión
| Año  | Título      | Papel     | Canal                | Notas                                 | Ref.   |
| ---- | ----------- | --------- | -------------------- | ------------------------------------- | ------ |
| 2019 | Running Man | Invitada  | SBS                  | Ep. 474 (27 de octubre)               |        |
| 2022 | Find Me     | Narradora | YouTube - Gwanju MBC | Documental sobre la Masacre de Gwanju | [ 30 ] |

### Presentadora
| Año  | Ceremonia                        | Notas                     | Ref.   |
| ---- | -------------------------------- | ------------------------- | ------ |
| 2021 | The Fact Music Awards (2021 TMA) | Presentadora de categoría | [ 31 ] |

## Premios y nominaciones
| Año  | Premios                       | Categoría                                       | Trabajo                                         | Resultado | Ref.          |
| ---- | ----------------------------- | ----------------------------------------------- | ----------------------------------------------- | --------- | ------------- |
| 2016 | 3-Minutes Film Festival       | Gran Premio                                     | Parallel Novel                                  | Ganadora  | [ 32 ]        |
| 2018 | Grand Bell Awards             | Mejor actriz de reparto                         | The Witch: Part 1. The Subversion               | Nominada  |               |
| 2018 | Korea Best Star Awards        | Premio Estrella popular                         | The Witch: Part 1. The Subversion               | Ganadora  | [ 33 ]        |
| 2019 | SBS Drama Awards              | Mejor actriz revelación                         | Secret Boutique                                 | Ganadora  | [ 34 ]        |
| 2020 | KBS Drama Awards              | Mejor actriz en drama en un acto/especial/breve | Drama Special – The Reason Why I Can't Tell You | Nominada  |               |
| 2021 | Asian Academy Creative Awards | Mejor actriz de reparto                         | Sweet Home                                      | Ganadora  | [ 35 ]        |
| 2021 | Asia Contents Award           | Mejor actriz revelación                         | Sweet Home                                      | Ganadora  | [ 36 ]        |
| 2021 | KBS Drama Awards              | Premio a la excelencia, actriz en miniserie     | Youth of May                                    | Ganadora  | [ 37 ]        |
| 2021 | KBS Drama Awards              | Mejor pareja (junto a Lee Do-hyun)              | Youth of May                                    | Ganadores | [ 38 ]        |
| 2021 | KBS Drama Awards              | Premio a la gran excelencia, actriz             | Youth of May                                    | Nominada  | [ 39 ]        |
| 2021 | Kino Lights Awards            | Actriz del año (nacional)                       | Love Alarm 2, Youth of May y Jirisan            | 5.º lugar | [ 40 ]        |
| 2025 | 61.os Premios Baeksang Arts   | Mejor actriz (televisión)                       | Nadie en el bosque                              | Pendiente | [ 41 ] [ 42 ] |